# Rossiya (hãng hàng không)
Rossiya Airlines OJSC (tiếng Nga: ОАО «Авиакомпания „Россия"», OAO Aviakompaniya "Rossiya"), hoạt động với tên Rossiya — Russian Airlines (tiếng Nga: «Россия — Российские авиалинии», Rossiya — Rossiyskie avialinii) là hãng hàng không quốc gia thứ hai của Nga với trụ sở đóng tại thành phố Saint Petersburg, Nga, hãng được lập trên cơ sở vụ sáp nhập năm 2006 của công ty đóng ở Moskva có cùng tên và Xí nghiệp hàng không Pulkovo đóng trụ sở ở Saint Petersburg. Hãng hàng không này cung cấp dịch vụ bay thường lệ và thuê chuyến vận chuyển hành khách từ Saint Petersburg và Moskva, và các chuyến bay VIP thay mặt cho chính phủ Nga, bao gồm cả vận hành đội bay máy bay tổng thống Nga cho tổng thống Nga. Rossiya có cơ sở hoạt động tại sân bay Pulkovo ở Saint Petersburg.Hãng điều hành bay từ Sân bay Pulkovo (LED) đến hơn 100 địa điểm, gồm hơn 35 điểm đến nội địa, cũng như các chuyến bay quốc tế tới 28 quốc gia thuộc Châu Âu, Châu Á, Trung Đông và Châu Phi. Rossiya cũng có các thỏa thuận liên danh khai thác bay với khoảng 20 hãng hàng không khác, gồm Aeroflot (SU), KLM (KL) và LOT Polish Airlines (LO). Đội bay của hãng có tổng cộng 27 chiếc Airbus A319-100 và Airbus A320-200 dùng cho các chuyến bay thương mại và 24 chiếc tàu bay khác hoạt động dưới danh nghĩa chính phủ Nga, gồm đội bay của tổng thống.